# Lucas Fernando Patiño
Lucas Fernando Patiño y Attendolo, II marqués de Castelar (Milán, 26 de mayo de 1700-Zaragoza, 14 de septiembre de 1767) fue un aristócrata y militar español, Capitán general de Aragón durante los reinados de Fernando VI y de Carlos III de España.

## Biografía
Era hijo del noble español Baltasar Patiño y Rosales, quien recibió el marquesado de Castelar en 1693, y de la milanesa Ippolita Attendolo-Bolognini Visconti. También era sobrino del secretario de Estado José Patiño Rosales. En 1709 fue nombrado coronel de Infantería y en 1718 participó en la expedición de Sicilia. En 1720 ingresó en la Orden de Santiago y ascendió a brigadier en 1728 y a mariscal de campo en 1732. Participó en la toma de Orán y en la Guerra de sucesión polaca, de forma que en 1734 ascendió a teniente general. Después de ser interinamente Capitán general de Aragón (1740-1741), en 1742 participó en la expedición para incorporar Parma y Toscana a la Corona española, lo que le permitió lograr el grado de capitán general en 1746. A su vuelta, volvió a ser capitán general de Aragón de 1751 a 1754 y de 1760 hasta su muerte en 1767.